# Rota Transportes
Rota Transportes, também conhecida apenas como Rota, é uma empresa brasileira de transporte rodoviário de passageiros.
A Rota Transportes atua em linhas intermunicipais do estado da Bahia. A sua sede fica em Itabuna, no sul da Bahia. Pertence ao Grupo Brasileiro, que faz parte do setor de transporte rodoviário de passageiros e é um dos maiores grupos de transporte intermunicipal da Bahia, da qual também fazem parte as empresas Cidade Sol e Expresso Brasileiro. É considerada uma empresa de porte grande. Seu proprietário é Paulo Carletto.

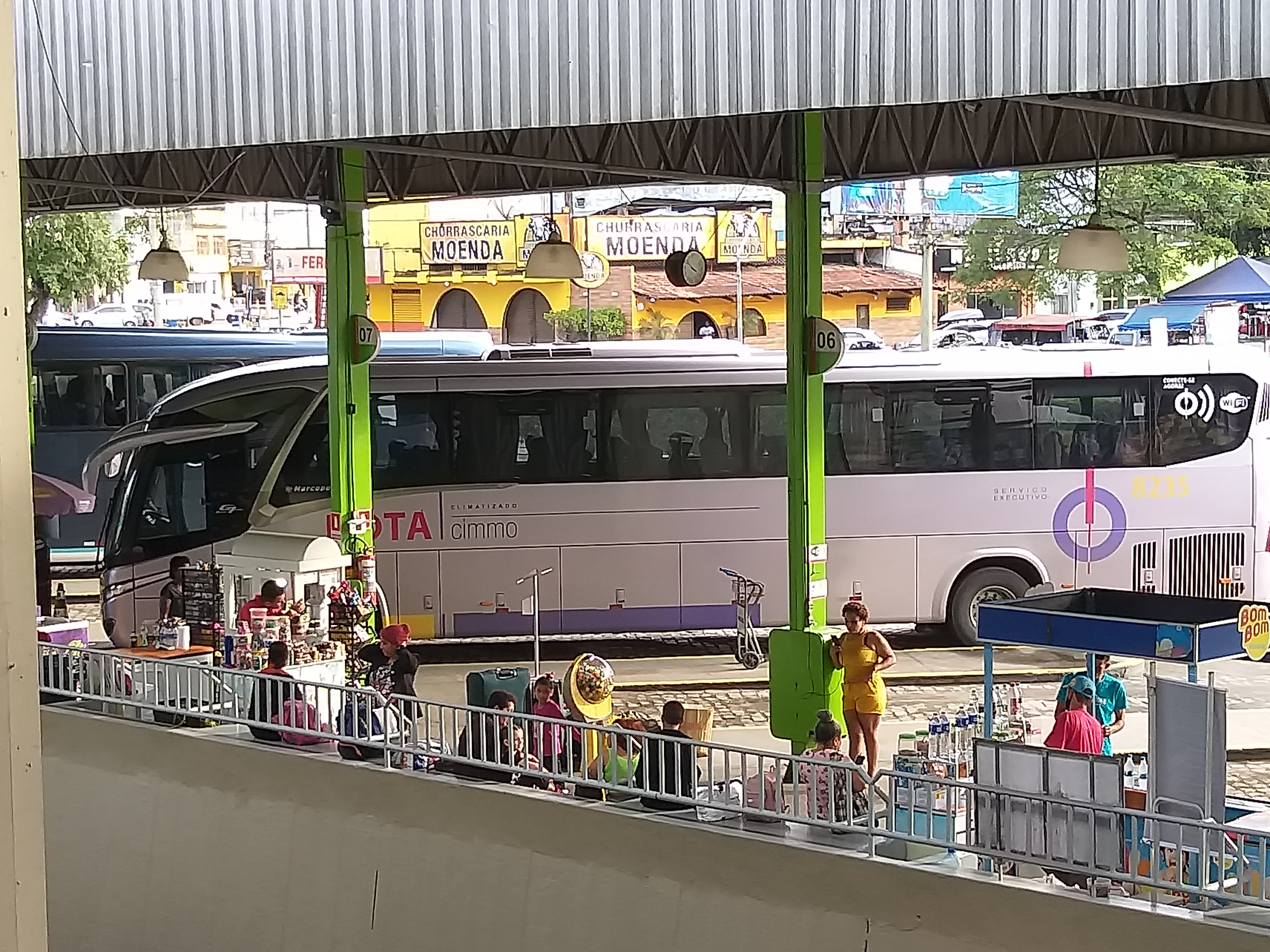
Ônibus da Rota Transportes no Terminal Rodoviário de Itabuna

## História
A empresa Rota Transportes foi fundada em 15 de março de 1978, em Itapetinga, na Bahia. Em 1995, foi adquirida pelo Grupo Brasileiro. Ainda em 1995, transferiu sua sede para Itabuna, onde está até hoje. Em 2014, passou a atuar na linha interestadual e atender outras cidades da região Nordeste.

## Ligação externas
- «Página oficial»